# NGC 338
NGC 338 je galaksija u zviježđu Ribe.

## Vanjske poveznice
- SEDS: NGC 338